# Ravi Batra
Ravi Batra é um economista estadunidense ganhador do IgNobel de Economia em 1993 por ter previsto um nunca descadeado colapso mundial da economia. Autor dos best-seller "A Grande Depressão de 1990" e "Sobrevivendo à Grande Depressão de 1990" (The Great Depression of 1990 e Surviving the Great Depression of 1990).
Seu principal mentor foi filósofo indiano Prabhat Ranjan Sarkar (1921-1990), que criou a PROUT ou Teoria de Utilização Progressiva.
Segundo Ravi Batra: "PROUT é uma alternativa ao capitalismo e ao comunismo.".
Professor de economia na Southern Methodist University, Dallas, é o autor de vários bestsellers internacionais.
Em Outubro de 1978, Batra foi classificado em terceiro, em um grupo de 46 "superstar economistas", selecionadas por todas as universidades americanas e canadenses publicada pela revista Economic Inquiry.
Em 1990, o primeiro-ministro italiano atribuiu-lhe uma Medalha do Senado italiano por predizer corretamente a queda do comunismo soviético.